# Samara (nome)
Samara  è un nome proprio di persona inglese e portoghese femminile.

## Origine e diffusione

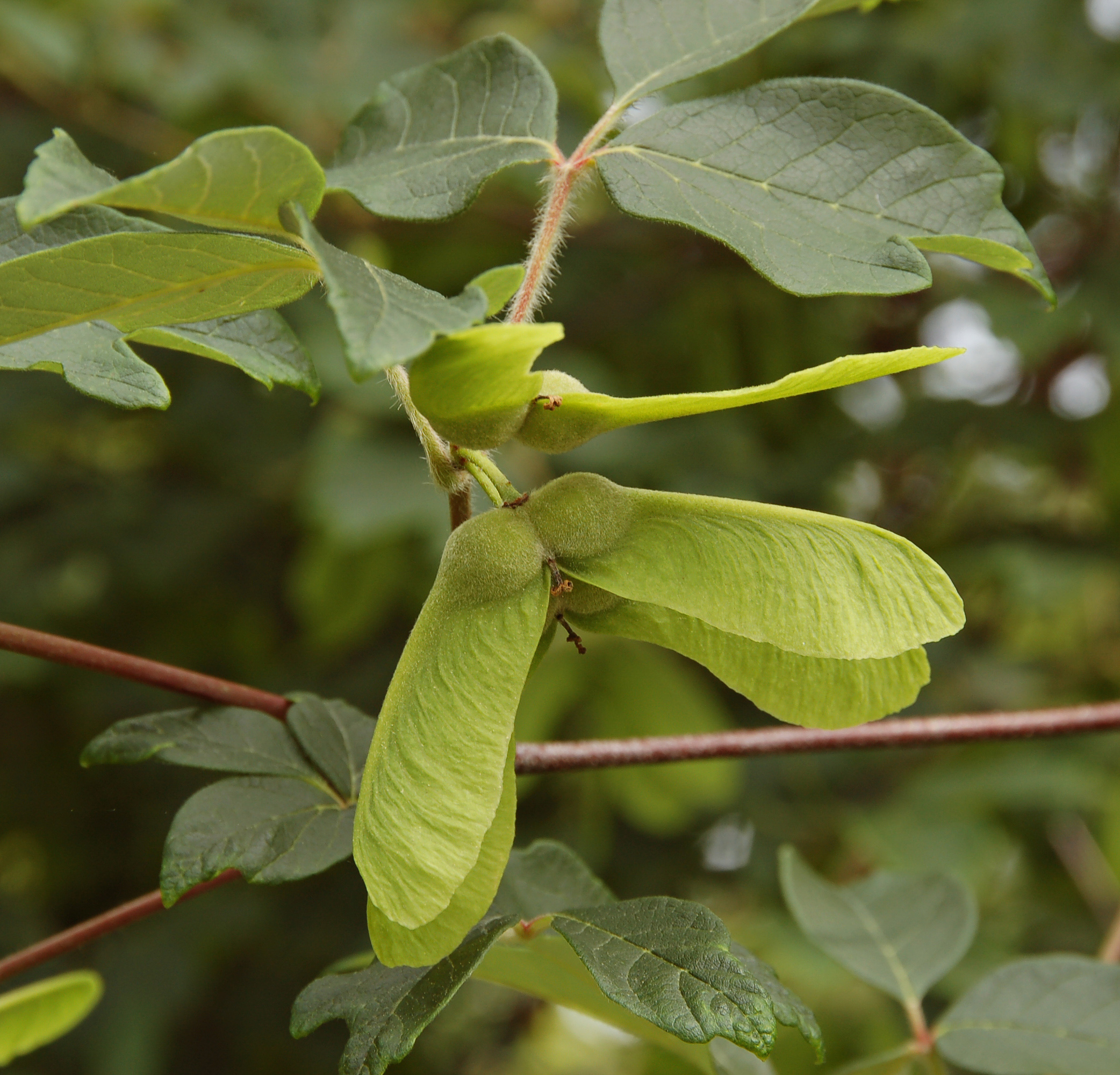
Il frutto di un Acer griseum

L'origine del nome è dubbia. Secondo alcune interpretazioni, si tratta di una ripresa del termine inglese samara che indica, come in italiano, i frutti "alati" dell'olmo, del frassino e dell'acero; etimologicamente, questo vocabolo deriva dal latino samara ("seme dell'olmo"), che alcune fonti riconducono a semen ("seme"), altre ad una voce gallica non identificata. 
Alternativamente, il nome di persona potrebbe derivare da quello della città russa di Samara o da quella iraqena di Samarra. 
La popolarità del nome è aumentata dopo il successo del film horror del 2002 The Ring, in cui è portato dall'antagonista.

## Onomastico
Il nome è adespota, non essendovi sante che lo portano; l'onomastico si può eventualmente festeggiare il 1º novembre per la festa di Ognissanti. 

## Persone
- Samara Felippo, attrice brasiliana

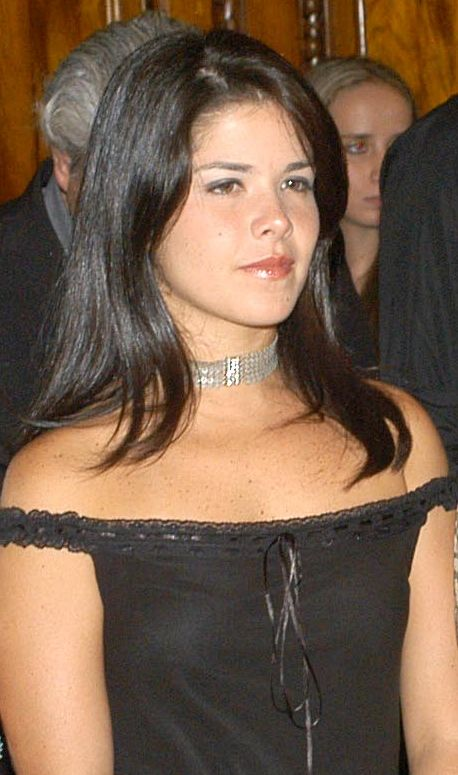
Samara Felippo

- Samara Weaving, attrice australiana

## Il nome nelle arti
- Samara Morgan è un personaggio dei film del 2002 The Ring e dei suoi sequel.